# دارين هال
دارين هال (بالإنجليزية: Darren Hall)‏ هو لاعب كرة قاعدة أمريكي، ولد في 14 يوليو 1964 في ميريزفيل في الولايات المتحدة.

## وصلات خارجية
- دارين هال على موقعبيزبول رفرنس.كوم (الدوري الرئيسي) (الإنجليزية)
- دارين هال على موقعبيزبول رفرنس.كوم (الدوري الثانوي) (الإنجليزية)
- دارين هال على موقع مشجعي الرسوم البيانية (الإنجليزية)